# Beleg van Breda (1813)

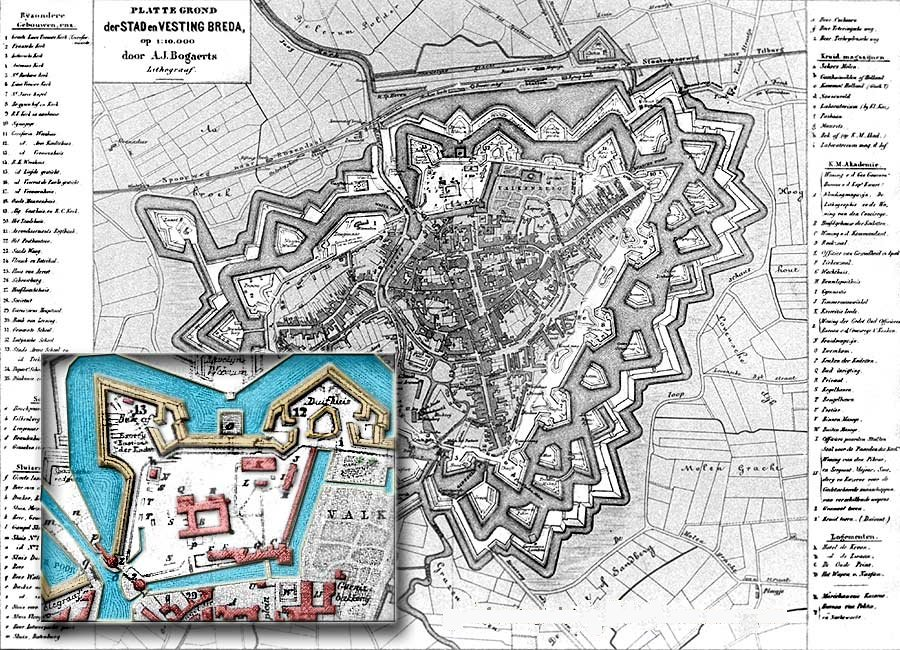
Stad en vesting Breda in de 19e eeuw.

Het Beleg van Breda was een korte belegering van Breda door een Franse troepenmacht onder François Roguet ten tijde van de Nederlandse bevrijding in 1813. Het korte afgeslagen beleg was in slachtoffers en omvang klein, maar vanuit tactisch oogpunt van groot belang.

## Achtergrond
Eind 1813 was de Fransen troepenmacht begonnen met de terugtocht naar Frankrijk, met uitzondering van enkele vestingsteden als Naarden en Breda. Breda was echter op 10 december door haar (zwakke) bezettingsmacht verlaten, nadat het (onjuiste) gerucht was verspreid dat een groot Russisch leger in opkomst was. Slechts enkele uren nadat de Fransen de stad hadden verlaten, braken B.A. de Jong, die het gerucht verspreid had in opdracht van de Russen, en J.J. Sassen de poort open en haalden de Russen onder Stahl binnen. Om 9:30 arriveerde de eerste kozakken, om 11:00 trok de rest van de kleine Russische legermacht de stad binnen. De volgende dag verklaarde de stad zich trouw aan de Prins van Oranje.
Al snel reageerde de provisorische regering door twee eenheden artillerie en een eenheid infanterie, het pas opgerichte Regiment van Phaff naar Breda te sturen. De kanonnen, zware stukken van 12 en 24 pond, moesten echter per boot worden vervoerd. Het regiment kon wel vertrekken, wat het op 17 december vanuit Rotterdam deed. De Franse troepenmacht, deels Nationale Garde, deels reguliere troepen, vertrok op 19 December vanuit Gorinchem, overrompelde Russische voorposten te Zundert en arriveerde dezelfde dag te Breda.

## Beleg

### 19 december
De Fransen stuurden een afgezant naar de stad, wier eisen ondanks de overmacht en het gerucht dat de Franse soldaten vrij plunderen was beloofd, werden afgewezen. Onmiddellijk daarna stelden de Fransen hun kanonnen op en begonnen met een beschieting. Aangezien de verdedigers niet over vestingartillerie beschikten, hoefde Roguet zijn kanonnen niet in te graven in stellingen, zoals gewoonlijk tijdens grote belegeringen.

### 20 december
In de ochtend probeerden de Fransen de Antwerpse poort te overrompelen, welke werd verdedigd door ongeveer 250 Russische Jagers. Op hetzelfde moment trok, vanuit het onbedekte noorden, het regiment van Phaff binnen. Deze werd onmiddellijk ingezet in een tegenaanval met de bajonet (het regiment beschikte niet over munitie), waarop de Fransen zich terugtrokken.
De situatie werd met het uur benauwder voor de verdedigers. Van der Plaat besefte dat zonder kanonnen de verdediging weinig kans van slagen had en stuurde in de loop van de dag twee patrouilles, bestaande uit Russische cavalerie en bereden Nederlandse burgers, om de schepen met kanonnen tegemoet te gaan en ze zo snel mogelijk naar de stad brengen. Dit bleek nodig te zijn - een Franse cavaleriepatrouille was ook uitgezonden, om de kanonnen te onderscheppen. Tegen de avond kwamen de patrouilles met twee schepen in Breda terug - een met het zo benodigde geschut en kanonniers, de ander met kruit en kogels. Ondertussen gingen de gevechten de hele dag op kleine schaal door.
De hele avond en nacht waren de Russen, Pruisen en Nederlanders, zowel soldaten als burgers, bezig de kanonnen in stelling te brengen. Dit werd bemoeilijkt door onervarenheid en taalproblemen, maar tegen de ochtend stonden de kanonnen in stelling.

### 21 en 22 december
Om 13.30 uur begonnen de Fransen weer met een bombardement. De verdedigers reageerden onmiddellijk door terug te schieten met hun nieuwe artillerie, met als gevolg dat enkele Franse kanonnen buiten werking werden gesteld. De Fransen waren volledig verrast door dit salvo; Zij verkeerden namelijk nog steeds in de veronderstelling dat Breda niet over artillerie beschikte. Ze hadden zelfs een bivak opgesteld op de glacis van de stad, die, volgens de Pruisische Von Colomb, volledig werd weggevaagd met een enkel salvo kartetsvuur.
Nogmaals probeerden de Fransen de stad in te nemen met een bestorming. Zeshonderd man probeerde de onbedekte Waterpoort te veroveren; een tegenaanval kwam door 150 Nederlandse soldaten en de Schutterij. De commandant van de soldaten, 1ste Luitenant Finkler, kreeg een schotwond aan zijn arm, maar bleef doorvechten met zijn manschappen. Sergeant T.J. Kouwenberg en twee manschappen vielen een groep Franse tirailleurs aan bij het zogenaamde 'Duitenhuisje'; Kouwenberg vocht eigenhandig tegen vier van hen, waarvan hij er drie velde en de vierde gevangennam. De aanval werd afgeslagen.
Beide dagen werd er gevochten tot de avond viel. In de nacht werden de dekplanken van de Slapende Brug voor de Haagpoort afgebroken, om versterkingen te maken. De volgende dag werden de gevechten hervat. De Fransen doken nu opeens ook op voor de Boschpoort, zodat de vesting geheel omsingeld bleek. De vier Russische kanonnen werden in het ravelijn geplaatst om de Fransen daar onder vuur te nemen, terwijl een kleine Russische eenheid vanuit Terheijden de waterweg weer vrij maakte.

## Einde beleg en afloop
Op de nacht van 22 op 23 december trokken de Fransen zich terug, waardoor het beleg ten einde kwam. De volgende dag, op de 24ste, werd de verjaardag van de Russische Tsaar gevierd. De angst voor een nieuwe aanval bleef, totdat de eerste Pruisische troepen onder Von Bülow en later ook een Brits contingent voor de poorten verschenen. De vesting, die zo lang door de Fransen was verwaarloosd, moest zo snel mogelijk weer herbouwd worden, en men zette dan ook iedereen aan het werk om de vesting weer in goede staat te krijgen. De bomen rondom de stad werden gekapt en huizen die binnen het schootsveld lagen werden ontruimd en gesloopt. Zoveel mankracht was hiervoor nodig dat de stad Breda geen mannen voor de opgeroepen landstorm kon leveren.
Luitenant Finkler en sergeant Kouwenberg werden beiden op voordracht van Kolonel Phaff bevorderd; Finkler tot Kapitein en Kouwenberg tot 2e Luitenant. Bovendien werd Finkler aan Tsaar Alexander voorgedragen voor een ridderorde door generaal Benckendorff. Ook de manschappen werden beloond: op 21 januari 1814 werd een machtiging verleend om als gratificatie vijf dagen soldij uit te betalen aan 21 sergeanten, 29 korporaals en 84 soldaten van het regiment, dat hernoemd was naar Bataljon Infanterie van Linie nr. 2, voor hun dapperheid tijdens de strijd.